# Dennis Lambert
Dennis Earle Lambert (Brooklyn, 1947) es un músico, compositor y productor musical estadounidense.

## Biografía
Lambert comenzó su carrera musical en 1960 firmando un contrato de grabación con Capitol Records, aunque para mediados de la década ya producía y componía para otros artistas. Sus primeros trabajos en colaboración con Lou Courtney fueron realizados para artistas como Freddie & the Dreamers, Lorraine Ellison, Jerry Butler y Jerry Lee Lewis.
En 1965, Lambert comenzó a trabajar como A&R para el sello discográfico Mercury Records donde fue asesorado por Quincy Jones y Shelby Singleton, antes de unirse a Don Costa en DCP Records, donde dirigió el departamento de A&R del sello, produciendo y escribiendo canciones.
En 1968, tras servir en el ejército durante la guerra de Vietnam, se trasladó a Los Ángeles. Al año siguiente conoció, durante un viaje a Londres, al compositor británico Brian Potter, con el que forjó una exitosa colaboración que duraría once años.
Lambert y Potter se unieron a un nuevo sello discográfico con sede en Los Ángeles, Talent Associates, fundado por el productor Steve Binder, donde trabajaron como productores y compositores y contribuyeron al desarrollo de bandas como Seals and Crofts. Los activos de publicación de Talent Associates fueron vendidos en 1971 a ABC-Dunhill Records y ambos se unieron a la discográfica, donde produjeron y escribieron material para artistas como The Grass Roots, Hamilton, Joe Frank & Reynolds, Gayle McCormick, the Four Tops, Dusty Springfield y Richard Harris, a menudo en colaboración con el productor Steve Barri. Lambert también publicó un álbum propio en 1972 titulado Bags & Things.
En 1974 fundó junto a Potter su propio sello discográfico, Haven Records, distribuido por Capitol Records, donde produjeron material para The Righteous Brothers, The Grass Roots, Evie Sands y Player. Durante este periodo también escribieron y produjeron álbumes para Tavares y Glen Campbell, con el que trabajaron en "Rhinestone Cowboy",  un éxito que reavivó la carrera de Campbell y por el que fueron nominados al Premio Grammy como productores del año, no clásico.
Entre las canciones de mayor éxito que Lambert y Potter produjeron y escribieron en la década de 1970 se encuentran temas como "Ain't No Woman (Like the One I've Got)" y "Keeper of the Castle" para the Four Tops; "Don't Pull Your Love", para Hamilton, Joe Frank and Reynolds, "Rhinestone Cowboy" y "Country Boy" para Glen Campbell; "It Only Takes a Minute" para Tavares, y "Baby Come Back" para Player. Produjeron para The Righteous Brothers el exitoso sencillo "Rock and Roll Heaven" con el que el dúo relanzó su carrera en 1974.
En los años 80, Lambert continuó escribiendo y produciendo en solitario bajo su sello Tuneworks. En esta época trabaja con artistas como The Commodores ("Nightshift"), Starship ("We Built This City", "Sara"), The Temptations ("Love on My Mind Tonight"), Dennis Edwards ("Don't Look Any Further") y Natalie Cole ("Pink Cadillac", "I Live For Your Love").
En la década de 1990, Lambert escribió y produjo par Dave Koz, Little River Band, Elaine Paige y Dionne Warwick, entre otros. También compuso la banda sonora de la película dirigida por Edward James Olmos, American Me. A mediados de la década, Lambert regresó a Nueva York y fundó Babylon Entertainment.
Lambert se estableció en el sur de Florida a comienzos de la década de 2000. En 2008 se estrenó el documental Of All the Things, dirigido por su hijo Jody Lambert, que lo siguió a través de una gira por Filipinas, donde Lambert es considerado un icono musical (su sencillo "Of all the Things" continúa siendo una canción de culto). En 2011, Warner Bros Pictures y Steve Carell optaron por los derechos para hacer una nueva versión basada en la historia de la vida de Lambert. En 2016 escribió la música para la banda sonora de la película Brave New Jersey, dirigida también por su hijo Jody.

## Discografía

### Álbumes
- Bags and Things (Dunhill Records, 1972)

### Sencillos
- "Dream On" (Dunhill Records, 1972)
- "Ashes to Ashes" (Dunhill Records, 1972)
- "Of all the Things" (Dunhill Records, 1972)

### Como compositor
- "Find My Way Back Home" (1965), The Nashville Teens
- "One Tin Soldier" (1969), The Original Caste
- "Mr. Monday" (1970), The Original Caste
- "One Tin Soldier" (1971)(1973), Coven
- "It's A Cryin' Shame" (1971), Gayle McCormick
- "Don't Pull Your Love" (1971), Hamilton, Joe Frank & Reynolds
- "Two Divided by Love" (1971), The Grass Roots
- "The Runway" (1972), The Grass Roots
- "Keeper of the Castle" (1972), Four Tops
- "Ain't No Woman (Like the One I've Got)" (1973), Four Tops
- "Are You Man Enough" (1973), Four Tops (From Shaft in Africa)
- "Put a Little Love Away" (1974), The Emotions
- "Look In My Eyes Pretty Woman" (1974), Tony Orlando & Dawn
- "Give it to the People" (1974), The Righteous Brothers
- "Country Boy (You Got Your Feet in L.A.)" (1975), Glen Campbell
- "It Only Takes a Minute" (1975), Tavares
- "You Brought The Woman Out of Me" (1975), Evie Sands
- "Nightshift" (1985), Commodores
- "We Built This City" (1985), Starship

### Como productor
- Keeper of the Castle (1972), Four Tops
- Through all Times (1973), Chuck Jackson
- "Rock and Roll Heaven (1974), The Righteous Brothers
- Give it to the People (1974), The Righteous Brothers
- The Sons of Mrs. Righteous (1975), The Righteous Brothers
- "Blood Brothers" (1974), Gene Redding
- Hard Core Poetry (1974), Tavares
- Margie (1975), Margie Joseph
- In the City (1975), Tavares
- Rhinestone Cowboy (álbum) (1976), Glen Campbell
- Bloodline (1976), Glen Campbell
- "Baby Come Back", (1977), Player
- "Don't Look Any Further" (1984), Dennis Edwards
- Nightshift (1985), The Commodores
- "Love on My Mind Tonight", The Temptations
- "Pink Cadillac"(1988), Natalie Cole
- Twice the Love (álbum) (1988) George Benson
- Jerry Butler
- Cameo – (1973) Dusty Springfield
- Love Music – (1973) Sergio Mendes & Brasil 77
- Living together Growing together – (1973) The 5th Dimension
- Tony Orlando & Dawn